# ۶ سال
۶ سال (انگلیسی: 6 Years) یک فیلم درام آمریکایی است به کارگردانی هانا فیدل که در سال ۲۰۱۵ منتشر شد.
نمایش عمومی این فیلم در جشنواره فیلم جنوب از طریق جنوب‌غربی در تاریخ ۱۴ مارس ۲۰۱۵ خواهد بود.

## خلاصه داستان
فیلم درباره زوج جوانی است که همدیگر را از کودکی می‌شناسند. اما حالا با اتفاقاتی که میفتد ۶ سال رابطه عاشقانه آنها به مرحله امتحان می‌رسد.